# Rehobot-Ir
Rehobot-Ir és el nom bíblic d'una ciutat en el llibre de Gènesi 10:11, fundada per Assur o Nimrod. La seva ubicació geogràfica exacta es desconeix. Rehobot-Ir possiblement han estat a la rodalia de la ciutat de Nínive. Tanmateix, el seu nom és quasi idèntica a la paraula hebrea "rehovot ir", que significa "carrer de la ciutat" o "plaça pública de la ciutat", que pot referir-se a Nínive, en comptes del nom d'un poble.